# Good Old-Fashioned Lover Boy
〈Good Old-Fashioned Lover Boy〉는 프레디 머큐리가 쓴 1976년 영국의 록 밴드 퀸의 음반 《A Day at the Races》의 여덟 번째 곡이다. 이 곡은 1977년 발매된 퀸의 첫 EP에도 수록되었다. 이 곡은 이 밴드의 멤버들이 작곡한 영국 뮤직홀에서 영감을 받은 여러 곡들 중 하나이다.